# Adesmus albiventris
Adesmus albiventris là một loài bọ cánh cứng trong họ Cerambycidae.